# Novo Konomladi
Novo Konomladi (în bulgară Ново Кономлади) este un sat în Obștina Petrici, Regiunea Blagoevgrad, Bulgaria.

## Demografie
Componența etnică a satului Novo Konomladi
     Bulgari (96,2%)
     Nicio identificare (3,79%)
     Altele (0%)
La recensământul din 2011, populația satului Novo Konomladi era de 158 locuitori. Din punct de vedere etnic, majoritatea locuitorilor (96,2%) erau bulgari. Pentru 3,79% din locuitori nu este cunoscută apartenența etnică.